# Fabrício André Pires
Fabrício André Pires (født 29. januar 1982) er en tidligere brasiliansk fodboldspiller.
Han har spillet for flere forskellige klubber i sin karriere, herunder Kyoto Purple Sanga.